# أل غري
أل غري (بالإنجليزية: Al Grey)‏ هو عازف جاز أمريكي، ولد في 6 يونيو 1925 في ألدي ‏ في الولايات المتحدة، وتوفي في 24 مارس 2000 في سكوتسديل في الولايات المتحدة.

## وصلات خارجية
- أل غري على موقع IMDb (الإنجليزية)
- أل غري على موقع ميوزك برينز (الإنجليزية)
- أل غري على موقع أول ميوزيك (الإنجليزية)
- أل غري على موقع ديسكوغز (الإنجليزية)